# Almerswind
Almerswind ist ein Ortsteil von Schalkau im Landkreis Sonneberg in Thüringen.

## Lage
Almerswind liegt südlich von Schalkau an der Landesstraße 1112 und an der Grenze zu Bayern. Das Gebiet um Schalkau befindet sich am Südhang des Thüringer Schiefergebirges im Tal der Oberen Itz. In westlicher Richtung kommt man zum Naturschutzgebiet Magerrasen bei Emstadt und der Itzaue. In dem Ort mündet die Grümpen in die Itz.

## Geschichte
1275 wurde das Dorf erstmals urkundlich genannt. Andere Quellen nennen das Jahr 1291. Der Kern des Schlosses, eine Turmhügelburg, stammt aus dem späten Mittelalter. Es wurde in der DDR umfangreich umgebaut und als Gemeindebüro und Kindergarten genutzt. 2001 kaufte es Baron von Hoyningen-Huene. 1853 gab es drei Mühlen. Eine Schule wurde 1857 errichtet, 1935 folgte ein Anbau und 1970 die Schließung. Von 1950 bis 1989 lag der Ort im Sperrgebiet entlang der innerdeutschen Grenze.
In dem land- und forstwirtschaftlichen sowie touristisch geprägten Dorf lebten 2012 insgesamt 259 Personen. Im Jahr 1910 hatte der Ort 268  und 1939 292 Einwohner. Von 1923 bis 1932 war Almerswind mit Roth und Selsendorf zur Gemeinde Roth-Almerswind zusammengeschlossen. Selsendorf wurde am 1. Juli 1950 erneut eingegliedert und am 30. Juni 1994 wurde Almerswind nach Schalkau eingemeindet.

## Sehenswürdigkeiten

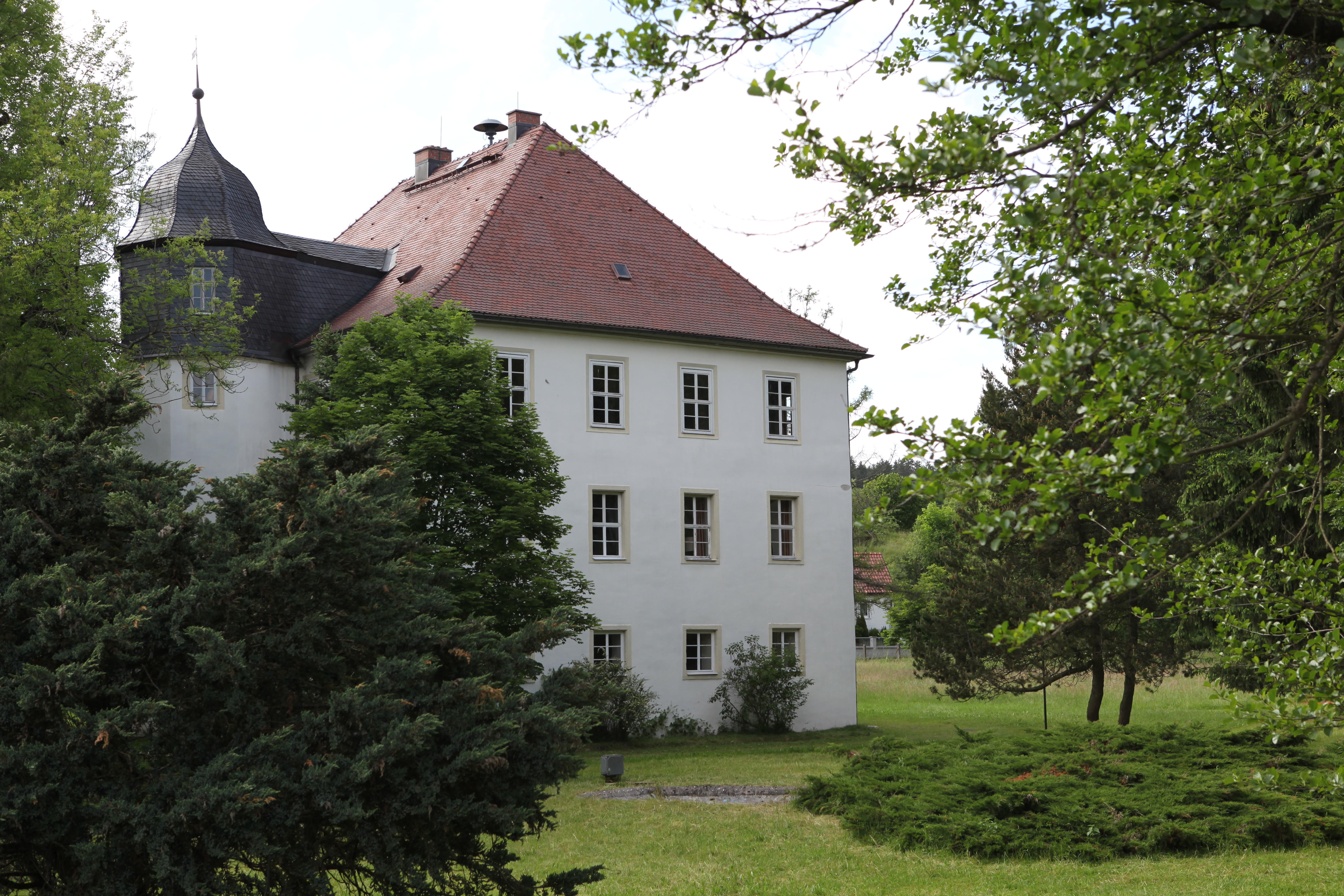
Schloss

- Schloss Almerswind ist ein kleines Landschloss.
- Die Grümpentalbrücke überspannt zwei Kilometer nördlich von Almerswind die Kreisstraße 34 von Grümpen nach Almerswind in einer Länge von 1104 Metern.

## Dialekt
In Almerswind wird Itzgründisch, ein mainfränkischer Dialekt, gesprochen.